# Universidade da Califórnia em Santa Bárbara
A Universidade da Califórnia em Santa Bárbara (em inglês:  University of California, Santa Barbara, UCSB) foi fundada em 1891, e é uma extensão da Universidade da Califórnia (UC). Está localizada em Goleta (Califórnia), no estado da Califórnia, Estados Unidos.